# حركة الوصول إلى المعرفة

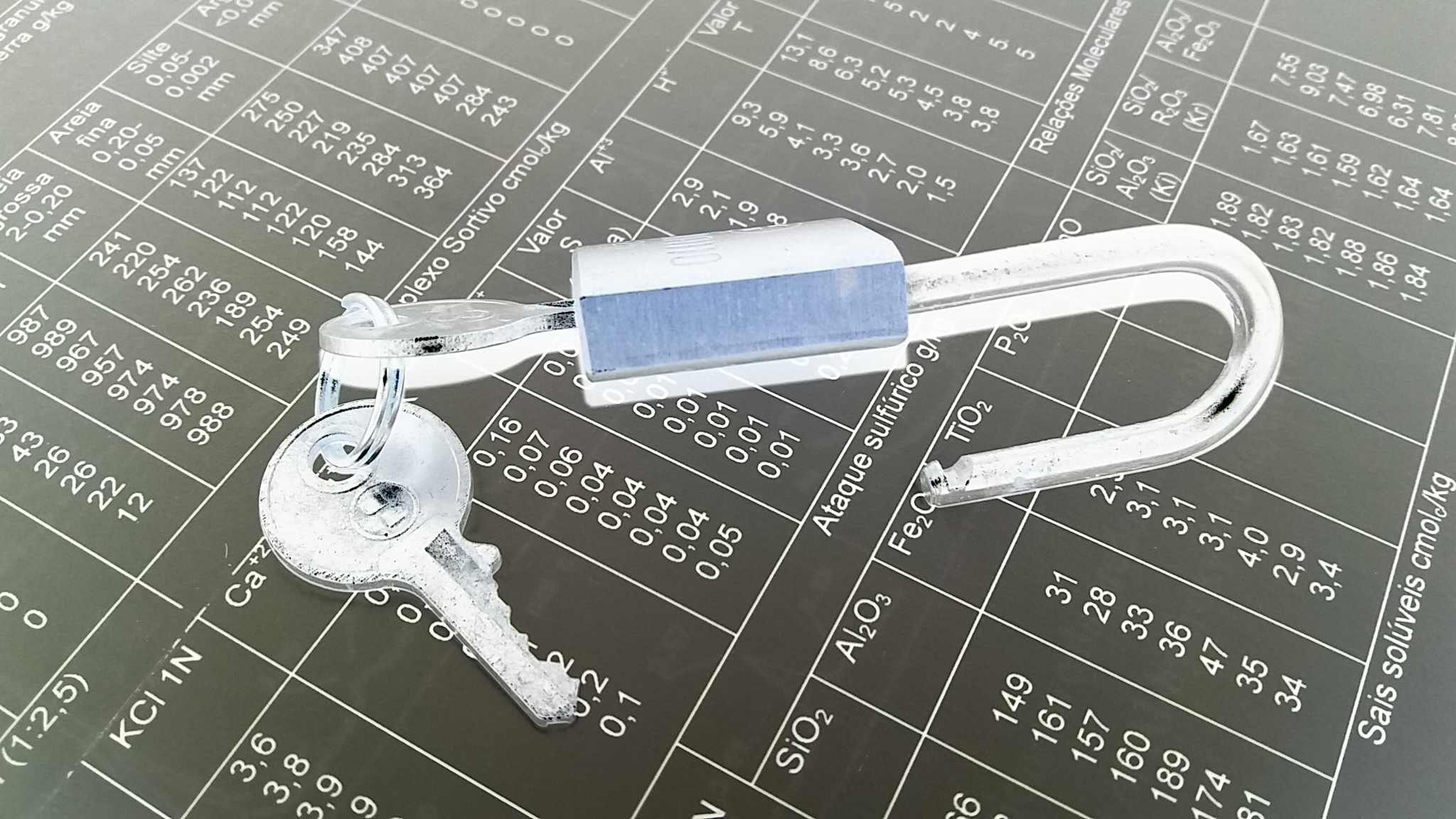
فريداتا

حركة الوصول إلى المعرفة (A2K) هو ائتلاف حر لمجموعات المجتمع المدني والحكومات والأفراد من أجل التقارب حول فكرة ضرورة ربط الوصول إلى المعرفة بالمبادئ الأساسية لـالعدالة والحرية والتنمية الاقتصادية.

## الاستخدام بواسطة المجموعات المشاركة في الحملة
تشير العديد من المجموعات المختلفة إلى حركة الوصول إلى المعرفة. وتشتهر المنظمة الدولية للمستهلك (Consumers International) بصورة خاصة وتعرّف الحركة على أنها:
مصطلح شامل لحركة تهدف إلى إتاحة إمكانية وصول عامة أكثر عدالة إلى منتجات الثقافة البشرية والتعليم. وهدف الحركة الرئيسي هو خلق عالم تكون الدراسات الثقافية والتعليمية فيه متاحة للجميع، ويشارك المستهلكون والمبدعون على حدٍ سواء في نظام بيئي حيوي يتميز بالإبداع والابتكار.

ويهتم بهذه الأهداف ائتلاف عريض من مجموعات المستهلكين والمنظمات غير الحكومية والناشطين ومستخدمي الإنترنت وغيرهم. ومع ذلك، بالنسبة للعديد منهم، ربما يكون التعامل مع المشكلات المتضمنة في حركة الوصول إلى المعرفة بفعالية أمرًا مخيفًا. وهذه المشكلات، بما فيها إصلاح قوانين حقوق الطبع والنشر وبراءات الاختراع وترخيص المحتوى المفتوح وحقوق الاتصالات، كثيرًا ما تتضمن مفاهيم قانونية وتكنولوجية يجدها المتخصصون أنفسهم صعبة.
تقول سي بي تيك (CP Tech) (تعرف الآن باسم المؤسسة الدولية لإيكولوجيا المعرفة (Knowledge Ecology International)): «تهتم حركة الوصول إلى المعرفة (A2K) بقوانين حقوق الطبع والنشر وغيرها من التشريعات التي تؤثر على المعرفة وتضعها في إطار احتياجات اجتماعية مفهومة والنظام السياسي: الوصول إلى البضاعة المعرفية.»

### شبكة الوصول إلى المعرفة
تمثل العديد من المؤسسات المتورطة في هذه المسائل جزءًا من الشبكة، شبكة الوصول إلى المعرفة التي تديرها المنظمة الدولية للمستهلك.

## الإعلانات ومسودات المعاهدات
يعد إعلان برلين للوصول الحر للمعرفة في العلوم والإنسانيات منذ عام 2003 إعلانًا رئيسيًا يعكس أهداف الحركة المتعلقة بالنشر الأكاديمي.
وتتجسد الأهداف الأوسع نطاقًا لحركة الوصول إلى المعرفة في مسودة معاهدة، والتي تنشأ عن دعوة مطروحة من البرازيل والأرجنتين لوضع جدول أعمال تنموي لـالمنظمة العالمية للملكية الفكرية. وتهدف المعاهدة إلى تسهيل نقل المعرفة إلى الدول النامية، وكذلك تأمين استمرارية أنظمة الابتكار المفتوح في جميع أرجاء العالم.

## الجدال حول حقوق الإنسان
يحمي الوصول إلى المعرفة والعلوم المادة 27 من الإعلان العالمي لحقوق الإنسان. وتوازن المادة بين الحق في الوصول إلى المعرفة مع الحق في حماية المصالح الأدبية والمادية:
المادة 27
لكل فرد الحق في أن يشترك اشتراكًا حرًا في حياة المجتمع الثقافية، وفي الاستمتاع بالفنون والمساهمة في التقدم العلمي والاستفادة من نتائجه.

لكل فرد الحق في حماية المصالح الأدبية والمادية المترتبة على إنتاجه العلمي أو الأدبي أو الفني.
يجادل الأكاديميون الذين يؤيدون حركة الوصول إلى المعرفة بأن «المصالح المادية» لا تعادل ببساطة أحكام الملكية الفكرية الحالية ولا أقل منها لأن هذه الحقوق قابلة للبيع والنقل، وبالتالي ليست «ثابتة». وحتمًا الحق في الوصول إلى المعرفة يشكل أهم جزء في هذا الحق. وتبدو المستويات الحالية من حماية الملكية الفكرية غير متوازنة مع المادة 27، وذلك حسبما قال واضعو نظرية الوصول إلى المعرفة:

“... بالمعنى الحقيقي للغاية، فإن الحقوق المتأخرة هي حقوق منكرة. ولقد تسبب تأخر الوصول إلى تكنولوجيا معالجة الجفاف عن طريق الفم ولقاح الجيل الثاني لمدة عشرين عامًا في وفاة ثلاثة ملايين طفل. وحتى بالنسبة للتكنولوجيا التي لها علاقة ضئيلة بالحياة والموت، فإن التأخر عشرين عامًا يتسبب في وضع قيود هائلة على الاستمتاع بالحق. وبالنسبة للمسائل الثقافية، فإن الوضع أسوأ؛ حيث تدوم الحماية أطول من عمر الإنسان."

## الأدب
يستخدم مصطلح الوصول إلى المعرفة أيضًا في الأدب والحديث الأكاديمي. أصدرت دار نشر بلومزبري أكاديميك (Bloomsbury Academic) سلسلة من الكتب عن المشكلات في البرازيل ومصر والهند; بينما نشرت مطبعة جامعة كيب تاون دراسة عامة عن المشكلات في إفريقيا.
يمكن العثور على دراسة أكاديمية عامة عن تلك المشكلات في كتاب «الوصول إلى المعرفة في عصر الملكية الفكرية» (Access to Knowledge in the Age of Intellectual Property)، الذي نشر في عام 2010.

## وصلات خارجية

### بوابات
- Consumer Project on Technology's A2K resources
- Seed's Freedom from IPR
- Yale Law School A2K Research Program
- A2K Brazil
- A2K Derechos Digitales (Chile) (الإسبانية)
- Bibliotheca Alexandrina's A2K Portal (الإنجليزية/العربية)
- Consumers International's A2Knetwork.org

### نظرات عامة
- Jack Balkin's "What is Access to Knowledge?"
- Yochai Benkler's "The Idea of Access to Knowledge" (PDF)
- Peter Suber's Open Access Overview
- Access to knowledge in Africa: the role of copyright
- Access to knowledge in Brazil
- Access to knowledge in Egypt
- Access to Knowledge in the Age of Intellectual Property, edited by Gaëlle Krikorian and Amy Kapczynski
- Access to Knowledge - A Guide for Everyone, Consumers International